# Mohammed Fellah
Mohammed Fellah né le 24 mai 1989 à Oslo, est un footballeur international norvégien. Il évolue au poste de milieu offensif gauche.

## Biographie

### En club
Mohammed Fellah naît à Oslo dans la capitale norvégienne, au sein d'une famille marocaine originaire d'Al Hoceïma. Mohammed Fellah intègre tôt le club amateur du Holmlia SK, avant rejoindre le centre de formation du Vålerenga Fotball.
Il fait ses débuts professionnels le 9 avril 2007 contre Tromsø IL, en entrant en jeu à la place de Christian Grindheim à la 84e minute (défaite, 1-0). Quelques jours plus tard, il reçoit sa première titularisation contre Strømsgodset IF (match nul, 0-0). Le 5 juillet 2009, il inscrit son premier but professionnel contre Aalesunds FK (défaite, 3-2).
En 2013, il s'engage pour plusieurs saisons à Esbjerg fB au Danemark, disputant au total trois saisons, comptabilisant ainsi six buts pour 65 matchs. Le 1er septembre 2015, il inscrit son premier doublé de sa carrière contre le Sohus Stige en Coupe du Danemark (victoire, 0-9).
Après des passages au FC Nordsjælland et au Sandefjord Fotball, il termine sa carrière en 2020 au Valerenga Fotball, son club formateur.

### En sélection
En décembre 2009, la Fédération royale marocaine de football montre de l'intérêt pour Mohammed Fellah, mais ne le convoque finalement pas.
En janvier 2013, il est convoqué par le sélectionneur Egil Olsen pour des matchs amicaux contre l'Afrique du Sud et la Zambie. Le 8 janvier, contre l'Afrique du Sud, au Green Point, il entre en jeu à la mi-temps à la place de Bjørn Helge Riise (victoire, 0-1). Quatre jours plus tard, il est titularisé contre la Zambie au Stade Levy Mwanawasa (match nul, 0-0).

## Palmarès
- 2010 : Vice-champion de Norvège avec le Vålerenga Fotball.

## Statistiques
| Saison    | Club            | Pays        | Championnat        | Coupes nationales | Coupes d'Europe       | Norvège  |
| --------- | --------------- | ----------- | ------------------ | ----------------- | --------------------- | -------- |
| 2006      | Vålerenga IF    | Tippeligaen | 2 matchs / 1 but   | -                 | -                     | -        |
| 2007      | Vålerenga IF    | Tippeligaen | 7 matchs           | -                 | -                     | -        |
| 2008      | Vålerenga IF    | Tippeligaen | 2 matchs           | -                 | -                     | -        |
| 2009      | Vålerenga IF    | Tippeligaen | 23 matchs / 2 buts | ?                 | 2 matchs (C3)         | -        |
| 2010      | Vålerenga IF    | Tippeligaen | 29 matchs / 4 buts | ?                 | -                     | -        |
| 2011      | Vålerenga IF    | Tippeligaen | 24 matchs / 2 buts | ?                 | 4 matchs (C3)         | -        |
| 2012      | Vålerenga IF    | Tippeligaen | 25 matchs / 6 buts | 3 matchs          | -                     | -        |
| 2013      | Vålerenga IF    | Tippeligaen | 10 matchs / 2 buts | 2 matchs / 1 but  | -                     | 2 matchs |
| 2013-2014 | Esbjerg fB      | SAS Ligaen  | 12 matchs          | -                 | 1 match (C3)          | -        |
| 2014-2015 | Esbjerg fB      | SAS Ligaen  | 25 matchs / 3 buts | 3 matchs          | 4 matchs / 1 but (C3) | -        |
| 2015-2016 | Esbjerg fB      | SAS Ligaen  | 18 matchs          | 2 matchs / 2 buts | -                     | -        |
| 2016-2017 | FC Nordsjælland | SAS Ligaen  | 10 matchs          | -                 | -                     | -        |

Dernière mise à jour le 07/04/2017

## Famille
Mohammed Fellah est l'oncle du footballeur Osame Sahraoui.